# Deutsche Aircraft
Deutsche Aircraft GmbH (désignée simplement par « Deutsche Aircraft ») est un constructeur aéronautique allemand basé à Oberpfaffenhofen, en Allemagne.
Deutsche Aircraft a commencé ses activités en tant que fabricant d'équipement d'origine (OEM) le 7 décembre 2020, avec le soutien de sa société mère, SNC. Le siège de Deutsche Aircraft se trouve à l'aéroport d'Oberpfaffenhofen, près de Munich, et l'entreprise emploie actuellement plus de 500 experts en aviation.

## Histoire
L'histoire de Deutsche Aircraft remonte au constructeur aéronautique allemand Dornier Flugzeugwerke. Fondé en 1914, Dornier Flugzeugwerke a produit de nombreux modèles pour les marchés civils et militaires.
Le programme Dornier 328 a débuté au milieu des années 1980 et le turbopropulseur est officiellement entré en service commercial en octobre 1993. Le concept de l'avion a évolué au fil des ans sous l'égide du groupe Daimler-Benz, de Fairchild Dornier et d'AvCraft Aviation.
En 2006, la société 328 Support Services GmbH (328SSG) a été fondée et a repris les droits de certificat de type pour le Dornier 328.
En février 2015, la société américaine d'aérospatiale et d'ingénierie Sierra Nevada Corporation (SNC) a acquis 328 Support Services GmbH.

## Opérations
En tant que fournisseur principal des pièces du programme Dornier 328, le centre technique des opérations de Deutsche Aircraft, situé à Oberpfaffenhofen, procure un soutien technique et ingénierique pour la flotte des D328 encore en service.
Deutsche Aircraft a débuté l’assemblage du premier avion d’essai D328eco, désigné TAC 1. La première étape consiste en l’extension du fuselage du D328, qui pourra accueillir 40 passagers. Le prototype devrait voler en 2025.
Le programme du D328eco se concrétise avec la mise en chantier du premier prototype de l’avion. Deutsche Aircraft a annoncé avoir débuté par l’extension du fuselage de l’avion de base, le D328-100, qui permettra d’accueillir 40 passagers.
La première phase a consisté en la découpe du fuselage d’un D328-100 prélevé sur la chaîne d’assemblage, pour lui ajouter un tronçon.
L’avionneur allemand est confiant dans l’avancée de son programme. A ce stade, Deutsche Aircraft a sélectionné 95% de ses fournisseurs pour le programme du D328eco. Au salon de Farborough (22-26 juillet 2024), l’avionneur a signé deux nouveaux contrats avec des fournisseurs.
Il s’agit de SASMOS HET pour la conception, le développement et la fabrication du système d’interconnexion du câblage électrique (EWIS) et de Triumph pour le système de refroidissement.
Le D328eco sera motorisé par 2 PW127XT-S de Pratt & Whitney Canada et son cockpit sera équipé d’une avionique Garmin G5000.
Le premier vol du prototype est attendu pour 2025. L’entrée en service de l’avion régional a été quant à elle repoussée au 4e trimestre 2027.